# Derek Meddings
Derek Meddings (Londres, 15 de janeiro de 1931 — Buckinghamshire, 10 de setembro de 1995) é um especialista em efeitos visuais britânico. Venceu o Oscar de melhores efeitos visuais na edição de 1979 por Superman, ao lado de Les Bowie, Colin Chilvers, Roy Field, Denys Coop e Zoran Perisic.